# Marcq-en-Barœul
Marcq-en-Barœul je severovzhodno predmestje Lilla in občina v severnem francoskem departmaju Nord regije Nord-Pas-de-Calais. Leta 1999 je naselje imelo 37.679 prebivalcev.

## Geografija
Naselje leži ob reki Marque severovzhodno od Lilla.

## Administracija
Marcq-en-Barœul je sedež istoimenskega kantona, v katerega je poleg njegove vključena še občina Bondues s 47.857 prebivalci. Kanton je sestavni del okrožja Lille.

## Pobratena mesta
- Ealing (Anglija, Združeno kraljestvo),
- Gladbeck (Nemčija),
- Poggibonsi (Italija).